# Étienne Lousteau
Étienne Lousteau é um personagem da Comédia Humana de Honoré de Balzac. Nascido em 1799 em Sancerre, ele aparece principalmente em La Muse du département, Illusions perdues e Splendeurs et misères des courtisanes. Chegando a Paris para lá fazer uma grande carreira de escritor, ele acabará um escriturário invejoso, e cheio de dívidas, abandonado por suas amantes mais ingênuas.
Em 1821, em La Rabouilleuse, ele trava amizade com Phillipe Bridau, bem como, com Lucien de Rubempré, mais tarde, no mesmo ano, em Illusions perdues. Nos primeiros dias de sua vida em Paris, Lucien de Rubempré considera Étienne Lousteau um folhetinista brilhante, que o inicia no universo feroz da imprensa, grandioso e vil. Lucien lhe lê os sonetos de sua antologia, “Les Marguerites” (As Margaridas). Lousteau toma, então, consciência do talento do jovem, mas empurra-o, mesmo assim, ao mundo do jornalismo duvidoso a que pertence.
Em 1824, Florine acaba de abandoná-lo, mas Andoche Finot lhe propõe um negócio com a técnica do jornalismo de chantagem e o convida a retomar Matifat como sócio.
Em 1831, em La muse du département, ele recebe o serviço de imprensa do livro que Dinah de La Baudraye assina como Jan Diaz. Mas ele deseja conhecer previamente esta autora e escreve à Sancerre para obter informações.
Em 1833, tornado folhetinista distinto, ele vai à Sancerre com Horace Bianchon e começa uma ligação com Dinah de La Baudraye, que leverá para viver pobremente em Paris.
Em 1836, ele desposa Félicie Cardot, a filha do notário Cardot, mas seu casamento acaba, pois a ligação com Dinah é descoberta.
Em 1843, ele assiste ao casamento de Célestin Crevel, e sua reputação de aproveitador literário é solidamente estabelecida. Ele se faz convidar por Ferdinand du Tillet ao Rocher de Cancale e por Maxime de Trailles ao Café Anglais.
Em 1846, ele se associa a Fulgence Ridal para fundar um teatro pelo qual ele se endivida enormemente. Ele acaba sua carreira como corretor de manuscritos em La Femme auteur.
Ele aparece também em:
- Les Comédiens sans le savoir;
- La Cousine Bette;
- Béatrix;
- Une fille d'Eve.